# Achromobacter mucicolens
Achromobacter mucicolens es una bacteria gramnegativa del género Achromobacter. Fue descrita en el año 2013. Su etimología hace referencia a mucoso. Consiste en el previo genogrupo 10 de Achromobacter antes de ser descrita como especie. Es aerobia y móvil. Tiene un tamaño de 0,4-0,7 μm de ancho por 1,4-2,8 μm de largo. Crece en forma individual o en parejas. Forma colonias convexas, traslúcidas, no pigmentadas y con márgenes lisos en agar TSA tras 48 horas de incubación. Catalasa y oxidasa positivas. Tiene un contenido de G+C de 65%. Se ha aislado en muestras clínicas respiratorias en Estados Unidos.